# Талинолол
Талинолол (Talinololum)*. (#)-1-[пара(3-трет-Бутиламино-2-оксипропокси)-фенил]-3-циклогексилмочевина, или 1-[4-(3-циклогексилуреидо)-фенокси]-2-окси-3-трет-бутиламинопропан.
Синонимы: Корданум, Cordanum.

## Стереохимия
Талинолол содержит стереоцентр и состоит из двух энантиомеров. Это рацемат, т. Е. Смесь 1: 1 ( R ) - и ( S ) - форма:
| Энантиомеры талинолола | Энантиомеры талинолола |
| ---------------------- | ---------------------- |
| CAS-Nummer: 71369-60-3 | CAS-Nummer: 71369-59-0 |

## Общая информация
Кардиоселективный b-адреноблокатор. Оказывает умеренное отрицательное инотропное и хронотропное действие на сердце, не влияет на b-адренорецепторы бронхов. Обладает гипотензивным действием, не вызывая ортостатической гипотензии. Оказывает антиаритмическое действие при синусовой тахикардии и при суправентрикулярных и желудочковых нарушениях ритма.
Назначают при стенокардии, артериальной гипертензии, нарушениях сердечного ритма (суправентрикулярная и желудочковая экстрасистолия, пароксизмальная тахикардия, трепетание и мерцание предсердий, желудочковая тахикардия) .
Принимают внутрь, начиная с 0,05 г (1 драже) 3 раза в день. При необходимости увеличивают дозу до 2 драже 3 раза в день. Максимальная суточная доза 400—600 мг.
Возможные побочные явления: чувство жара, головокружение, тошнота, рвота.
Следует соблюдать осторожность при назначении препарата беременным.

## Противопоказания
Противопоказания такие же, как для других b-адреноблокаторов (см. Анаприлин).

## Форма выпуска
Форма выпуска: драже по 0,05 г (50 мг) жёлтого цвета в упаковке по 50 штук.

## Хранение
Хранение: список Б. В обычных условиях.
См. также
- Антиаритмические препараты